# Hesseplaats (métro de Rotterdam)
Hesseplaats  est une station de la ligne B du métro de Rotterdam. Elle est située dans le quartier Ommoord (nl) au sein de l'arrondissement Prins Alexander à Rotterdam aux Pays-Bas.
Elle est mise en service en 1984.

## Situation sur le réseau

Plan du métro.

Établie en surface, Hesseplaats, est une station de passage de la ligne B du métro de Rotterdam, elle est située entre la station Nieuw Verlaat, en direction du terminus nord Nesselande, et la station Graskruid, en direction du terminus sud-ouest Hoek van Holland-Haven,.

## Histoire
La station Hesseplaats est mise en service le 19 avril 1984, lors de l'ouverture à l'exploitation de la deuxième ligne du métro de Rotterdam, de Graskruid à De Tochten. La ligne était alors dénommée la ligne Est-Ouest (nl) (Oost-Westlijn).
La station a entièrement été modernisée en 2005 et a obtenu la nouvelle identité graphique qui est aujourd'hui visible sur toutes les stations de métro du RET.

## Services aux voyageurs

### Accès et accueil
La station dispose d'automates pour la recharge ou l'achat de titres de transport et d'abris sur les quais. Elle est accessible aux personnes à la mobilité réduite.

### Desserte
Elle est desservie par les rames qui circulent sur la ligne B.

Installations et desserte
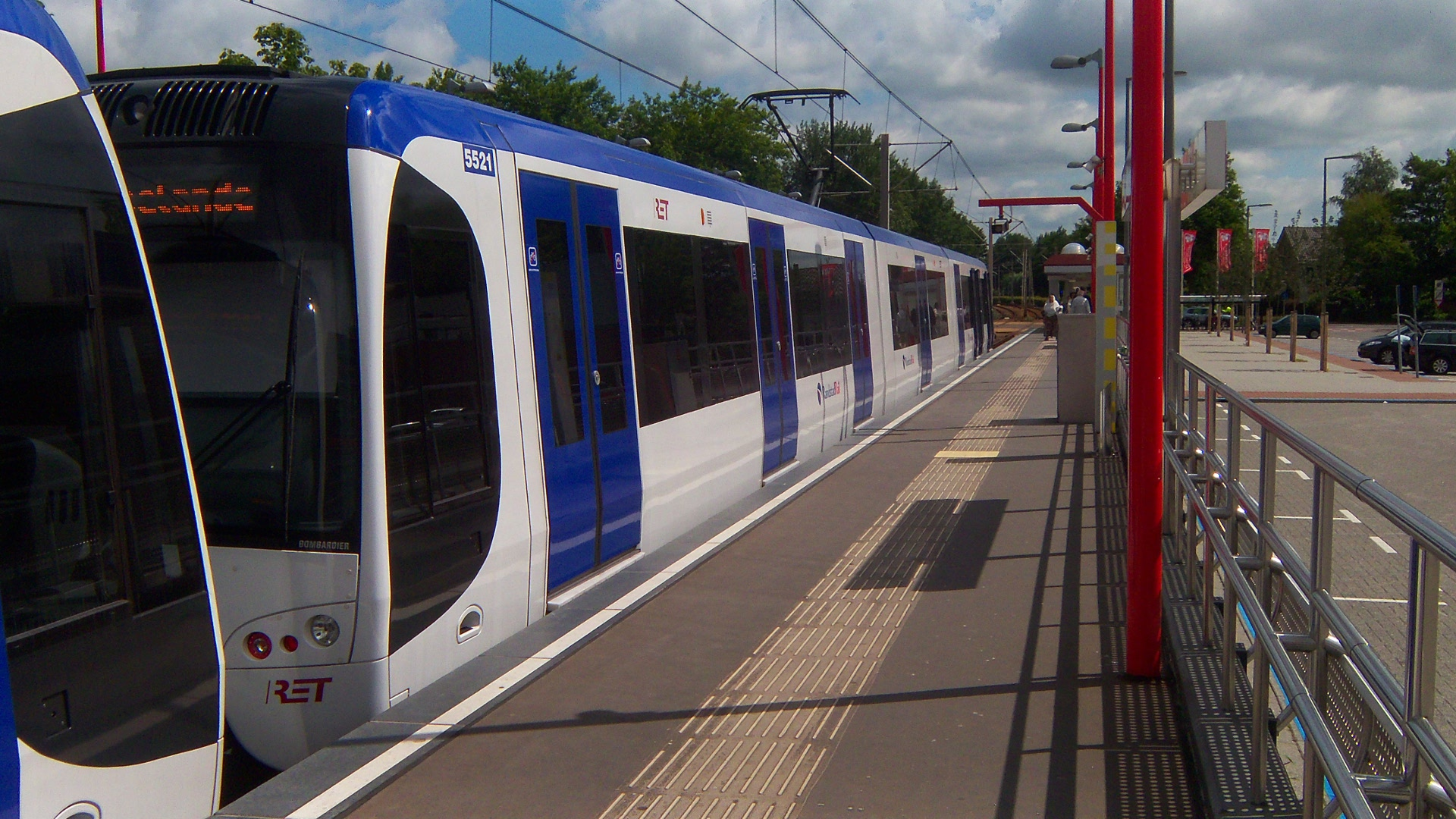
En 2011.
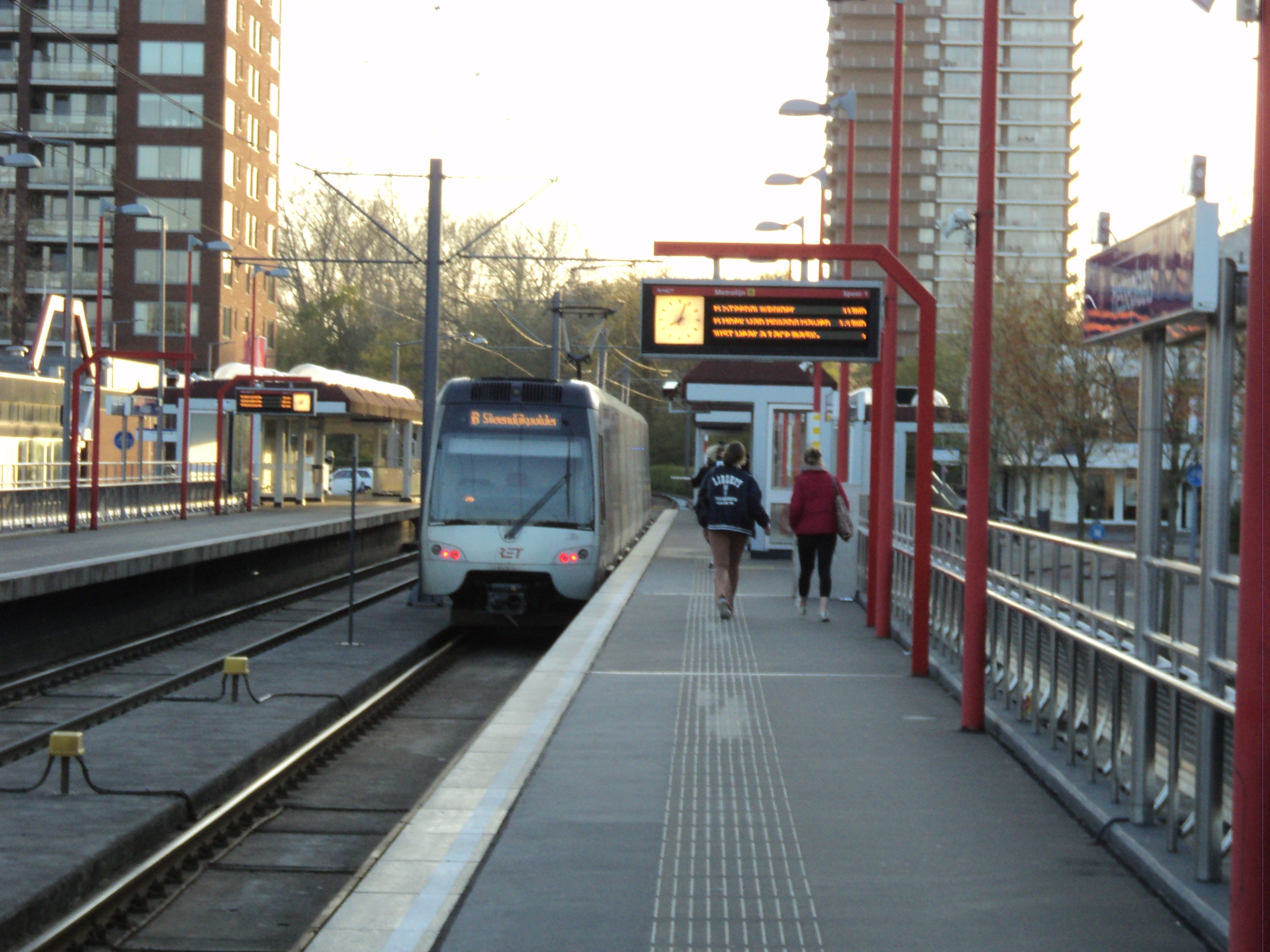
En 2021.
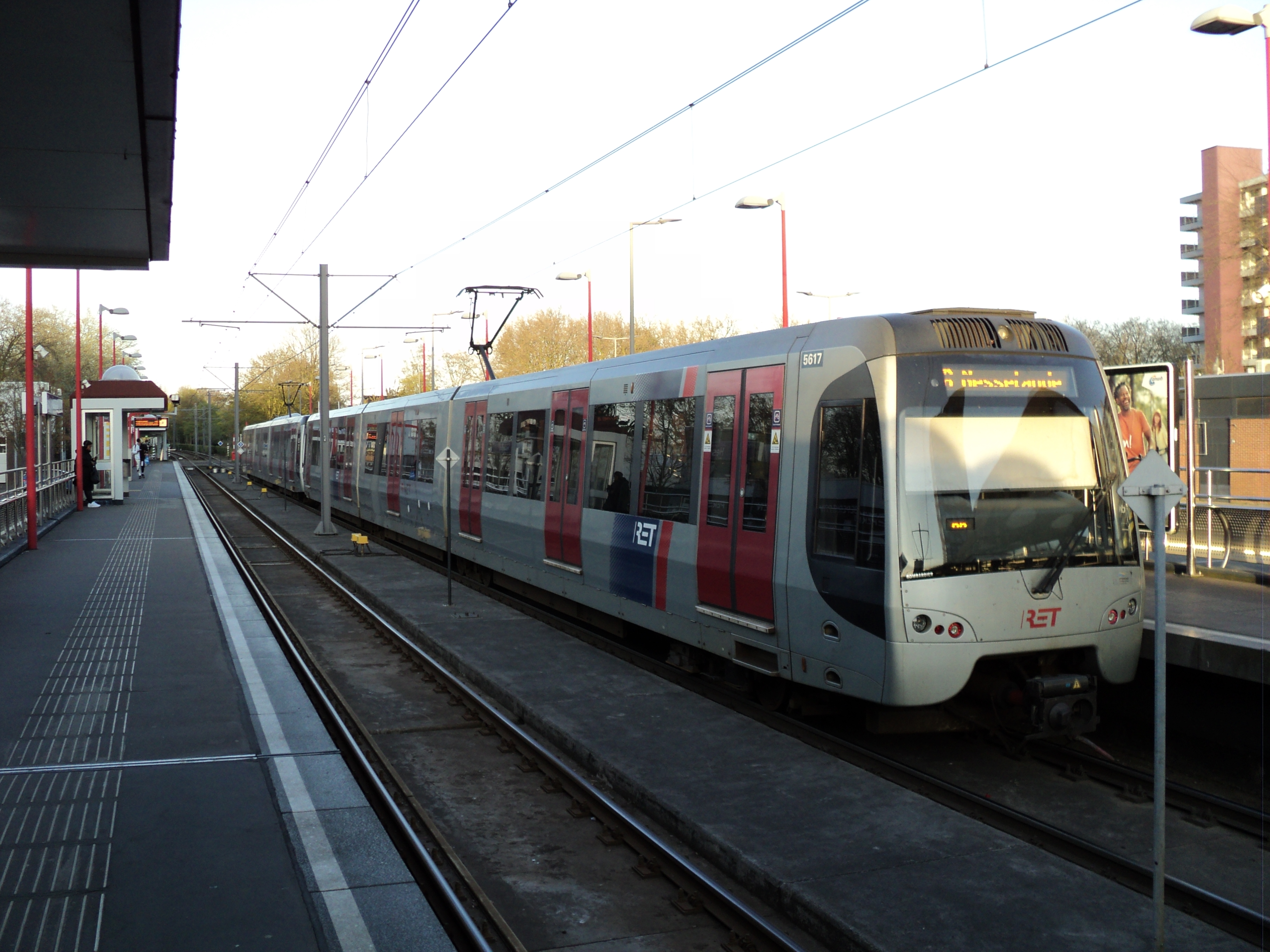
En 2021.

### Intermodalité
Un arrêt de bus se trouve à environ cinquante mètres de la station où l'on peut prendre la correspondance de la ligne 35 du bus urbain direction la gare de Rotterdam-Nord (nl) ou la gare de Rotterdam-Alexander. Des places de parkings sont aménagées de chaque côté de la station.

## À proximité
- Centre commercial Winkelpromenade Hesseplaats